# Zvi Koretz
Zvi Koretz (griechisch Τσβι Κόρετς Tsvi Kórets, auch Tzevi Koretz buchstabiert; geboren am 2. Juni 1884 in Rzeszów, Österreich-Ungarn; gestorben am 3. Juni 1945 in Tröbitz) war der Großrabbiner der jüdischen Gemeinde von Thessaloniki in Griechenland von 1933 bis 1945.

## Leben
In Galizien geboren, studierte Koretz in Berlin an der Hochschule für die Wissenschaft des Judentums, wo er seinen Doktorgrad in Philosophie und semitischen Sprachen erhielt.

### Großrabbiner von Thessaloniki
Die jüdische Gemeinde von Thessaloniki, mit einer sephardischen Tradition, wählte Koretz im Jahr 1933 zum Rabbiner, aus dem Wunsch heraus, einen liberalen, aschkenasischen Rabbiner zu bekommen. Er erlernte Ladino, die Sprache der Thessaloniki-Juden, und begann die politische Organisation der Gemeinde zu reformieren. Es gelang ihm, enge Kontakte mit der griechischen königlichen Familie zu knüpfen und er war mit dem autoritären Ministerpräsidenten Ioannis Metaxas befreundet. In der lokalen jüdischen Presse wurde Koretz wegen seiner Arroganz und seines verschwenderischen Lebensstils stark kritisiert. 1938 wurde Koretz wieder zum Großrabbiner Thessalonikis gewählt.
Drei Tage nach Beginn des Griechenlandfeldzugs marschierten die Deutschen am 9. April 1941 in Thessaloniki ein. Am 15. April 1941 wurde Koretz in Athen im Anschluss an eine Versammlung mit der Leitung der jüdischen Gemeinde verhaftet, weil er gegen die Zerstörung einer Kirche beim Bombenangriff der deutschen Luftwaffe auf Thessaloniki protestiert hatte. Er wurde sodann in der Nähe von Wien inhaftiert. Neun Monate später kam er nach Thessaloniki zurück und wurde wieder Großrabbiner der Gemeinde. Im Verlauf des Jahres 1942 wurde Koretz infolge von Unstimmigkeiten mit dem von den Nazis abhängigen Präsidenten der Gemeinde Shabbetai Shealtiel verhaftet. Koretz wurde sodann auf Anforderung des Industriellen Müller freigelassen, um an den Verhandlungen zur Ersetzung der jüdischen Zwangsarbeiter durch bezahlte griechische Arbeiter in dessen Firma teilzunehmen.  Es gelang Koretz zusammen mit anderen Mitgliedern des zu diesem Zwecke einberufenen Ausschusses, eine Vereinbarung mit den Nazis hinsichtlich einer Lösegeldzahlung zur Befreiung dieser Arbeiter zu erreichen. Er brachte die benötigte Geldsumme mit Hilfe der jüdischen Gemeinden von Thessaloniki und Athen zusammen.

### Deportation der Juden von Thessaloniki
Im Dezember 1942 wurde der Großrabbiner Koretz zusätzlich Präsident der jüdischen Gemeinde Thessaloniki und ersetzte damit den für die Deutschen als ineffizient und inkompetent geltenden Shabbetai Shealtiel. Er wurde damit ein wichtiges Bindeglied zwischen der Nazi-Kommandantur und jüdischen Gemeinde. Die jüdische Gemeinde war der Ansicht, dass Koretz mit Hilfe seiner Deutschkenntnisse erfolgreiche Verhandlungen mit den deutschen Behörden führen könne.
Er kam zur Überzeugung, dass die Nazis durch diskussionslosen Gehorsam zu besänftigen seien, und forderte in seiner Doppelfunktion als Rabbiner und Präsident seine Gemeinde auf, sich den deutschen Anweisungen zu fügen. Die Nazi-Offiziere Alois Brunner und Dieter Wisliceny, die mit der Durchführung der Deportation der Thessaloniki-Juden beauftragt waren, setzten im Februar 1943 auf die Machtposition von Koretz, um die ordnungsgemäße Umsetzung ihrer Direktiven zur Gruppierung und Verschickung der Juden nach Polen durchführen zu lassen. Sie forderten von Koretz zwei schriftliche Berichte pro Woche.
Vor dem Abtransport der Juden von Thessaloniki in die Konzentrationslager wurden sie in kleinen Gebäuden zusammengepfercht, die am Ende des 19. Jahrhunderts von Maurice de Hirsch als Notunterkünfte für jüdische Flüchtlinge aus Russland in Bahnhofsnähe errichtet worden waren. Dieser Bezirk wurde vom Rest der Stadt durch einen hohen Zaun abgetrennt. Es gab drei Eingänge, die mit einer dreisprachigen Aufschrift auf Deutsch, Griechisch und Ladino versehen waren, während von außen Suchscheinwerfer und Maschinengewehre installiert wurden. Etwa 300 Eisenbahnwagen wurden für den Abtransport der Opfer bereitgestellt.
Es wurde Koretz zum Vorwurf gemacht, die Order der Nazi-Kommandantur blindlings und übereilig umgesetzt zu haben, während er aber nicht versucht hätte, die Deportation seiner Gemeinde zu verhindern, wie das entgegengesetzte Handlungsbeispiel des Athener Rabbiners Barzilaï zeigte. Koretz kommentierte in einer Synagoge in Thessaloniki am 17. März 1943, drei Tage nach dem Beginn der Deportationen, dass alle nach Polen deportiert werden würden und dort unter ihren Glaubensbrüdern ein neues Leben beginnen könnten. Um dieser Behauptung etwas Glaubwürdigkeit zu verleihen, wurden unter den zu Deportierenden polnische Banknoten verteilt. Jede Person durfte nicht mehr als 20 Kilogramm persönlichen Besitz in Bündeln verpackt mitnehmen; Koffer waren nicht erlaubt. Koretz appellierte an die Reichen, sich mit den Armen solidarisch zu zeigen, da Gerüchte aufgekommen waren, nur die Armen sollten deportiert werden. Er verließ die Synagoge unter Buhrufen und unter dem Schutz der jüdischen Polizei. Koretz versuchte die Rückkehr der für die Lager bestimmten Juden auszuhandeln und ihre Zuordnung zu den Zwangsarbeitern in Griechenland zu erreichen, womit er seine Verhaftung durch die Nazi-Machthaber riskierte.

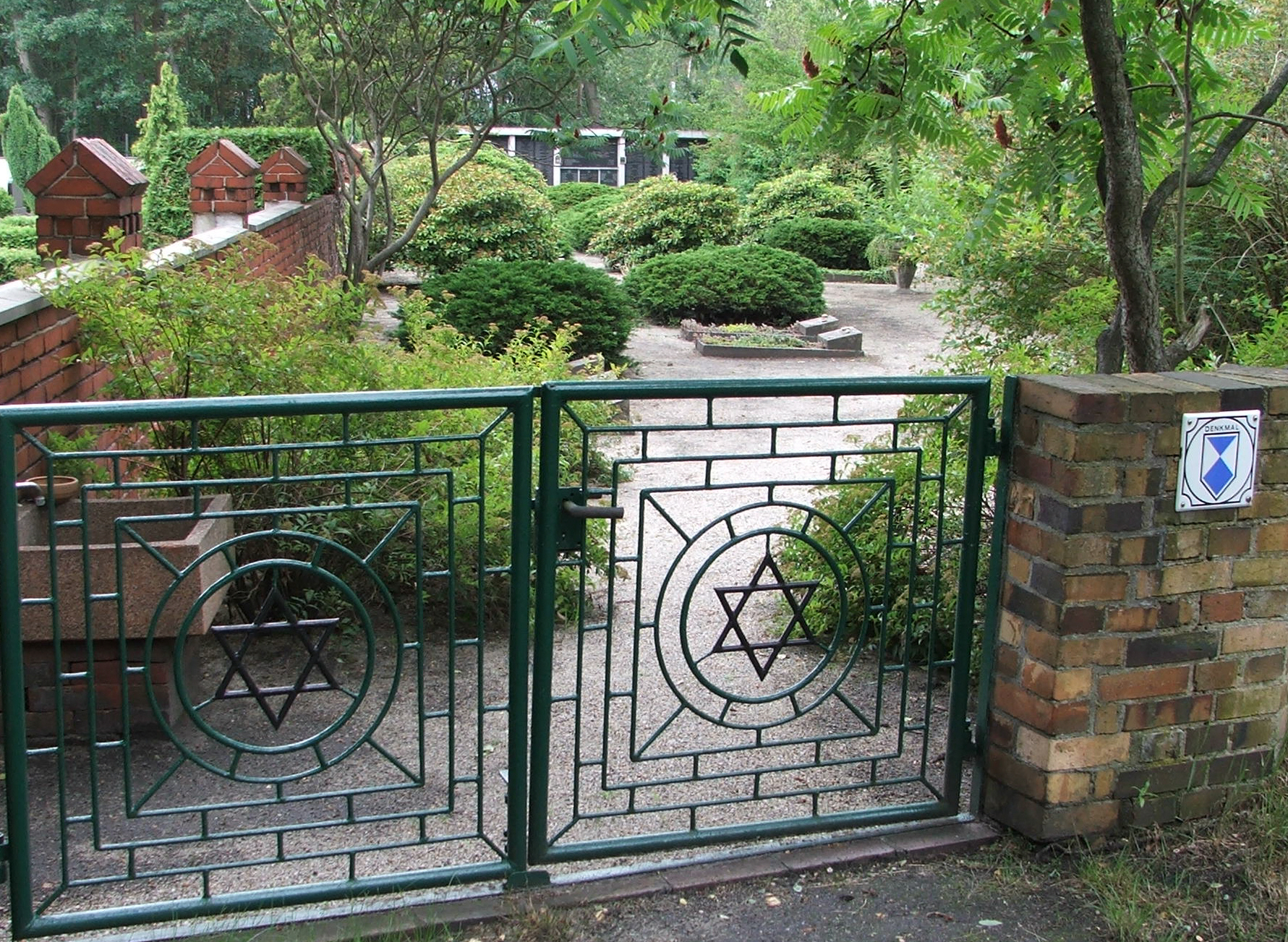
Der jüdische Friedhof in Tröbitz

Im Zeitraum vom 14. März bis zum 7. August 1943 wurden in 19 Zugtransporten 43.850 Juden, d. h. 95 Prozent der jüdischen Bevölkerung von Thessaloniki, deportiert, die meisten davon in das KZ Auschwitz-Birkenau. Koretz selbst wurde im August 1943 zusammen mit seiner Familie und 74 Gemeindemitgliedern, sowie 367 Juden, die die spanische Staatsbürgerschaft hatten, in das Aufenthaltslager Bergen-Belsen deportiert, wo er später an Typhus erkrankte. Er gehörte zu den über 7000 Häftlingen des Lagers, die im April 1945 in das Konzentrationslager Theresienstadt transportiert werden sollten, und gelangte als Insasse des Verlorenen Zuges in das brandenburgische Tröbitz, wo er, kurze Zeit nach seiner Rettung, am 3. Juni 1945 an Flecktyphus starb. Sein Grab befindet sich auf dem für die Opfer des Transportes eingerichteten Jüdischen Friedhof des Ortes.

## Wertungen
Die Rolle, die Koretz in seiner Eigenschaft als Vorsitzender des Judenrats ausfüllte, ist umstritten. In der Zeit unmittelbar nach dem Krieg wurde er von Historikern „wegen mangelnder Führungsqualitäten“ kritisiert. Später gab es Versuche, diese Deutung zu revidieren.

Raul Hilberg stellt heraus: „Für die deutschen Bürokraten war er ein ideales Werkzeug.“ Der Deportationsprozess wurde in Thessaloniki in beispiellosem Tempo abgewickelt, und dies sei drei Männern zu verdanken, nämlich SS-Hauptsturmführer Dieter Wisliceny, Kriegsverwaltungsrat Max Merten und eben Zvi Koretz.